# Ottenbüttel
Ottenbüttel est une commune allemande du Schleswig-Holstein, située dans l'arrondissement de Steinburg (Kreis Steinburg), à six kilomètres au nord de la ville d'Itzehoe. Ottenbüttel fait partie de l'Amt Itzehoe-Land (« Itzehoe-campagne ») qui regroupe 20 communes autour d'Itzehoe.